# Fur Sogn
Fur Sogn er et sogn i Salling Provsti (Viborg Stift). 
Fur Sogn hørte til Harre Herred i Viborg Amt. Fur sognekommune blev ved kommunalreformen i 1970 indlemmet i Sundsøre Kommune, som ved strukturreformen i 2007 indgik i Skive Kommune.
I Fur Sogn, der omfatter øen Fur, ligger Fur Kirke.
I sognet findes følgende autoriserede stednavne:
- Anshede (bebyggelse)
- Bakgårde (bebyggelse)
- Bakkerne (bebyggelse)
- Dalager (bebyggelse)
- Debel (bebyggelse)
- Engelst (bebyggelse)
- Engelst Syd (bebyggelse)
- Engelstør Odde (areal)
- Faskær (areal)
- Faskær Bjerge (bebyggelse)
- Fur (areal)
- Færker Hede (areal)
- Færker Odde (areal)
- Færker Vig (bebyggelse, vandareal)
- Grisselgårde (bebyggelse)
- Grønner Odde (areal)
- Harbo Odde (areal)
- Harvarp Odde (bebyggelse)
- Holm (bebyggelse)
- Hvirp (bebyggelse)
- Knuden (areal)
- Knudshoved (areal)
- Koldkilde (bebyggelse)
- Kønsborg (bebyggelse)
- Lundgård Hage (vandareal)
- Madsbad (bebyggelse)
- Nederby (bebyggelse)
- Pikhede (bebyggelse)
- Præstegårde (bebyggelse)
- Pulse Vig (vandareal)
- Pulsevig (bebyggelse)
- Stenerodde (areal)
- Stenøre (bebyggelse)
- Stisager (bebyggelse)
- Sunde (bebyggelse)
- Sundgårde (bebyggelse)
- Svarre (bebyggelse)
- Søndergårde (bebyggelse)
- Sønderhede (bebyggelse)
- Timmose Odde (areal)
- Ulsted (bebyggelse)
- Vojel (bebyggelse)
- Vojel Kær (areal)
- Vojel Vig (vandareal)